# Мазен (правитель Оаракта)
Мазен — правитель острова Оаракт в IV веке до н. э.
Согласно Арриану, при персах Мазен властвовал над большим плодородным островом Оаракт, чьим первым правителем был Эритрей, от имени которого Эритрейское море и получило своё название. Из свидетельства Страбона следует, что Оаракт находился в Персидском заливе. По мнению немецкого антиковеда Г. Берве, остров входил в состав сатрапии Армения. В 325/324 году до н. э. Неарх во время своего плавания обнаружил у Мазена сына сатрапа Геллеспонтской Фригии и Пафлагонии Арсита Мифропаста, бежавшего после самоубийства отца от гнева Дария III. Мазен в качестве проводника сопровождал Неарха до Суз, где, по предположению канадского исследователя В. Хеккеля, лично заявил Александру Македонскому о своей покорности.